# ایگناتیوو
ایگناتیوو (به بلغاری: Ignatievo) یک منطقهٔ مسکونی در بلغارستان است که در شهرستان اکساکاوو واقع شده‌است.
 ایگناتیوو   ۷۷ متر بالاتر از سطح دریا واقع شده‌است.